# Rostislau III da Novogárdia
Rostislau III (em húngaro:  Rosztyiszláv; búlgaro, russo, ucraniano: Ростислав Михайлович, Rostislav Mikhailovich) foi um príncipe rus', membro da dinastia Ruríquida, e um dignitário no Reino da Hungria.
Ele foi príncipe de Novogárdia (1230), de Galícia-Volínia (1236-1237; 1241-1242) e Quieve (1239) como Rostislau III e de Luceória (1240) e Czernicóvia (1241-1242) como Rostislau I. Finalmente, quando não pôde mais se manter no trono em Galícia, foi para a corte do rei Béla IV da Hungria e casou-se com a filha dele, Ana da Hungria.
Ele foi também bano da Eslavônia (1247-1248) e, posteriormente, tornou-se o primeiro duque de Macho (depois de 1248-1262), governando assim a região sul do reino. Em 1257, ele ocupou Vidin e se autoproclamou tsar da Bulgária

## Primeiros anos

Mapa da Rússia Quievana em 1237, imediatamente antes da invasão mongol. Todos os principados citados aparecem no mapa

Rostislau era o filho mais velho do príncipe Miguel de Czernicóvia, que era ou príncipe de Pereaslávia ou de Czernicóvia quando ele nasceu, e sua esposa Helena Romanovna (ou Maria Romanovna), uma filha de Romano Mstislavich, príncipe da Galícia-Volínia. Os anais russos o mencionam pela primeira vez em 1229, quando os novogárdios convidaram seu pai para ser príncipe da cidade.

## Príncipe de Novogárdia
Em 19 de maio de 1230, Rostislau se submeteu ao corte de cabelo ritual (postrig) na Catedral de Santa Sofia de Novogárdia e seu pai o instalou no trono em seu lugar. Em linha com as políticas de Miguel, Rostislau continuou publicando leis para favorecer os habitantes da cidade.
Em setembro, uma geada destruiu as plantações por todo o distrito causando uma grande fome. Os adversários de Miguel se aproveitaram da calamidade para incitar a revolta na população, que saqueou a corte do posadnik Vodovik, que era um dos nobres leais do príncipe. Vodovik forçou os boiardos rivais a jurarem lealdade em 6 de novembro, mas, um mês depois, quando ele e Rostislau visitaram Torzhok, os novogárdios saquearam novamente sua corte e a de seus aliados. Logo em seguida, Rostislau foi obrigado a fugir para junto do pai.
Os novogárdios se viram livres para convidar um novo prince e chamaram Iaroslau Vsevolodovich de Vladimir (Yaroslav), que chegou em 30 de dezembro.

## Príncipe da Galícia
No fim de setembro de 1235, Miguel de Czernicóvia ocupou Galícia, cujo príncipe (seu cunhado e, portanto, tio materno de Rostislau) Daniel havia fugido. Na primavera de 1236, Rostislau acompanhou o pai em seu ataque ao Principado de Volínia, que ainda estava sob o controle de Daniel. Porém, os cumanos se aproveitaram da ausência de um monarca na Galícia para saqueá-la, obrigado Miguel a abortar seus planos.
No começo do verão de 1236, Daniel e seu irmão, Basílio da Galícia, juntaram suas tropas para marchar contra Miguel e Rostislau. Estes se embarricaram em Galícia com a corte, a milícia local e um contingente de húngaros enviados por Béla IV, forçando os invasores a recuarem.
Depois que as tropas húngaras partiram, Daniel tentou novamente e Miguel tentou aplacá-lo cedendo-lhe Premíslia. Logo depois, Rostislau foi nomeado príncipe da Galícia por Miguel, que estava partindo para Quieve, que havia sido ocupada por Iaroslau Vsevolodovich. Depois de reconquistar a cidade, ele e Rostislau atacaram Premíslia e tomaram novamente.
Rostislau contava com a lealdade dos boiardos galícios, mas não era um comandante militar tão habilidoso quanto seu pai. Por volta de 1237, ele marchou contra os lituanos, que haviam pilhado as terras do duque Conrado de Mazóvia, um aliado da campanha contra Daniel. Ele levou consigo todos os boiardos e os cavaleiros do reino, deixando apenas uma mirrada guarnição para defender Galícia. O povo da cidade, temeroso, chamou de volta Daniel e o instalou novamente como príncipe. Ao saber da notícia, Rostislau fugiu para a corte de Béla IV.

## A invasão da Rússia Quievana pelos tártaros

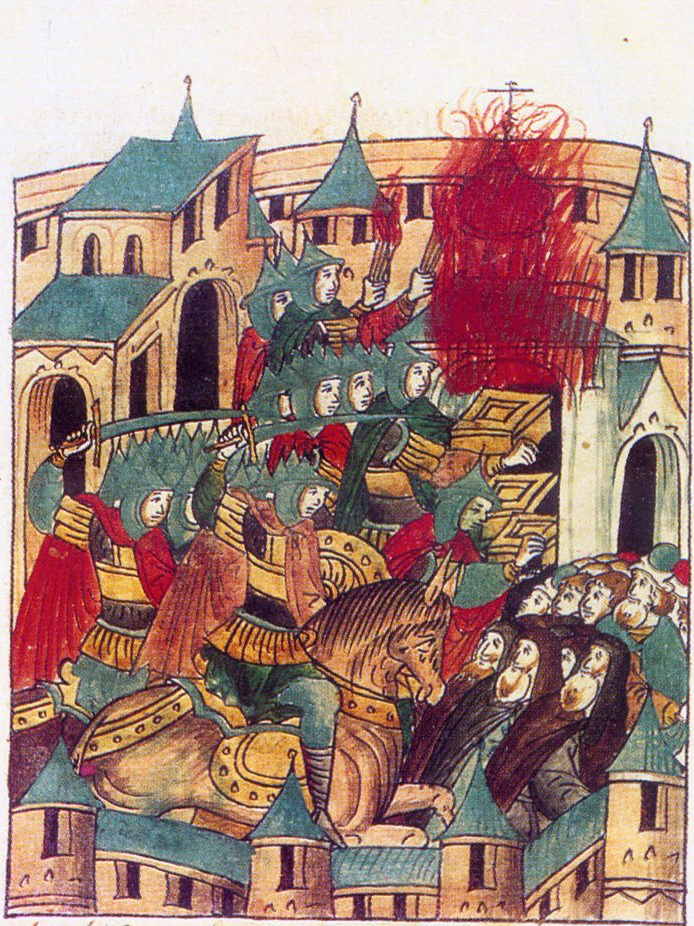
Saque de Susdália pelas tropas de Batu Cã (1240)

No inverno de 1237, tropas tártaras lideradas por Batu Cã devastaram Resânia; em 1240, toda a região de Czernicóvia, Pereaslávia, Resânia e Susdália estava em ruínas. Na primeira metade da década de 1240, Miguel de Czernicóvia desafiou Batu ao mandar executar os enviados do cã que tentavam persuadi-lo a se render. Os únicos aliados com quem ele podia contar eram os húngaros e os poloneses. Fugindo para a corte de Béla IV, Miguel tentou arranjar um casamento de Rostislau com a filha do rei, que, contudo, não viu vantagem alguma em se aliar com dois príncipes exilados e os expulsou da Hungria
Rostislau e seu pai seguiram para Mazóvia, onde Miguel decidiu que o melhor a fazer era buscar a reconciliação com Daniel, que ainda controlava seus domínios e mantinha sua esposa, irmã dele e mãe de Rostislau, prisioneira. Miguel enviou emissários ao cunhado admitindo que havia pecado contra ele em diversas ocasiões, ao declarar guerra e ao renegar suas promessas. Ele jurou nunca mais antagonizar Daniel e abdicou de qualquer tentativa de reaver Galícia. Daniel convidou-o para a Volínia, devolveu-lhe a esposa, abriu mão de Quieve e deu Luceória para Rostislau, possivelmente recompensas pela perda da Galícia.
Enquanto isso, os tártaros saquearam Quieve, que caiu em 6 de dezembro de 1240. Ao saber do destino da cidade, Miguel e sua família deixaram a Volínia e se refugiaram na corte de Conrado de Mazóvia. Na primavera de 1241, Miguel conseguiu voltar para Quieve e deu Czernicóvia para Rostislau.
A ganância dos boiardos deu a Rostislau o pretexto que ele precisava para reacender sua luta por Galícia, pois os magnatas locais reconheciam Daniel como príncipe, mas queriam a autoridade para si. Em 1241, Rostislau juntou os príncipes dos Bolocovenos e cercou Bakota, que era uma importante cidade produtora de sal. Quando o cerco fracassou, ele recuou para Czernicóvia, mas depois redirecionou seu ataca contra as cidades de Galícia e Premíslia, muito mais importantes. Ele tinha um forte apoio dos boiardos locais e dos dois bispos das eparquias da Galícia, que conseguiram convencer os habitantes da cidade a se renderem sem luta. Depois de ocupá-la, Rostislau nomeou o príncipe Constantino Vladimirovich Ryazansky para governar Premíslia.
Porém, Daniel e Basílio revidaram e atacaram Galícia. Sem conseguir resistir ao ataque, Rostislau mais uma vez teve que fugir com seus aliados e se refugiou em Shchekotov. Seus tios o perseguiram, mas, ao saber que os tártaros haviam finalmente deixado a Hungria e estavam retornando para casa numa rota que passava por Galícia, abandonaram a perseguição e correram para defendê-la. Ao passar pela região, os tártaros aniquilaram a força de Rostislau numa "pequeno pinhal", nas palavras do cronista, obrigando-o a fugir pela terceira vez para a corte húngara.

## Luta por Galícia
Béla IV, que acabara de voltar da Dalmácia depois de maio de 1242. aprovou finalmente o casamento de Rostislau com sua filha Ana da Hungria. Ele estava tentando organizar um novo sistema defensivo criando estados-clientes no sul e no leste da Hungria e Rostislau era o vassalo ideal para governar Galícia.
Ao saber que Béla IV havia dado sua filha em casamento a Rostislau, Miguel viu afinal seus planos de formar uma aliança com a dinastia Árpád darem frutos. Ele seguiu para Hungria esperando negociar os termos que geralmente se seguem às alianças matrimoniais, mas Béla não quis negociar. Furioso também com o filho, que apoiou o sogro, Miguel voltou para Czernicóvia e deserdou Rostislau.
Atuando como agente de Béla, Rostislau atacou duas vezes Galícia, ambas sem sucesso. Em algum momento em 1244, ele liderou uma força húngara contra Premíslia; Daniel, porém, juntou suas forças e derrotou os atacantes obrigando Rostislau a fugir. No ano seguinte, Rostislau recrutou muitos húngaros e poloneses para lançar um ataque contra Jarosław, ao norte de Premíslia. Em 17 de agosto de 1245, seu tio, com apoio dos cumanos, aniquilou novamente as forças de Rostislau e ele uma vez mais se abrigou na corte do sogro. Depois desta derrota, Rostislau nunca mais voltou a Galícia.

## Bano da Eslavônia e duque de Macho
Rostislau recebeu do sogro seus feudos na Hungria e, assim, tornou-se o senhor das possessões reais de Bereg e o castelo de Füzér. Ele foi mencionado entre os dignitários de Béla IV como bano da Eslavônia em 1247 e, de 1254 em diante, ele é mencionado também como duque de Macho (em latim: dux de Macho). O Banato de Macho originalmente se localizava na região do rio Kolubara, mas passou a incluir depois Belgrado e, em 1256 (se não antes), Braničevo.
Em 1255, uma paz entre o Reino da Hungria e o Império Búlgaro foi selada e o tsar Miguel Asen da Bulgária casou-se com a filha de Rostislau (não se sabe qual). Em 1256, Rostislau mediou a paz entre seu genro e o imperador niceno Teodoro II Láscaris.

## Conflito na Bulgária

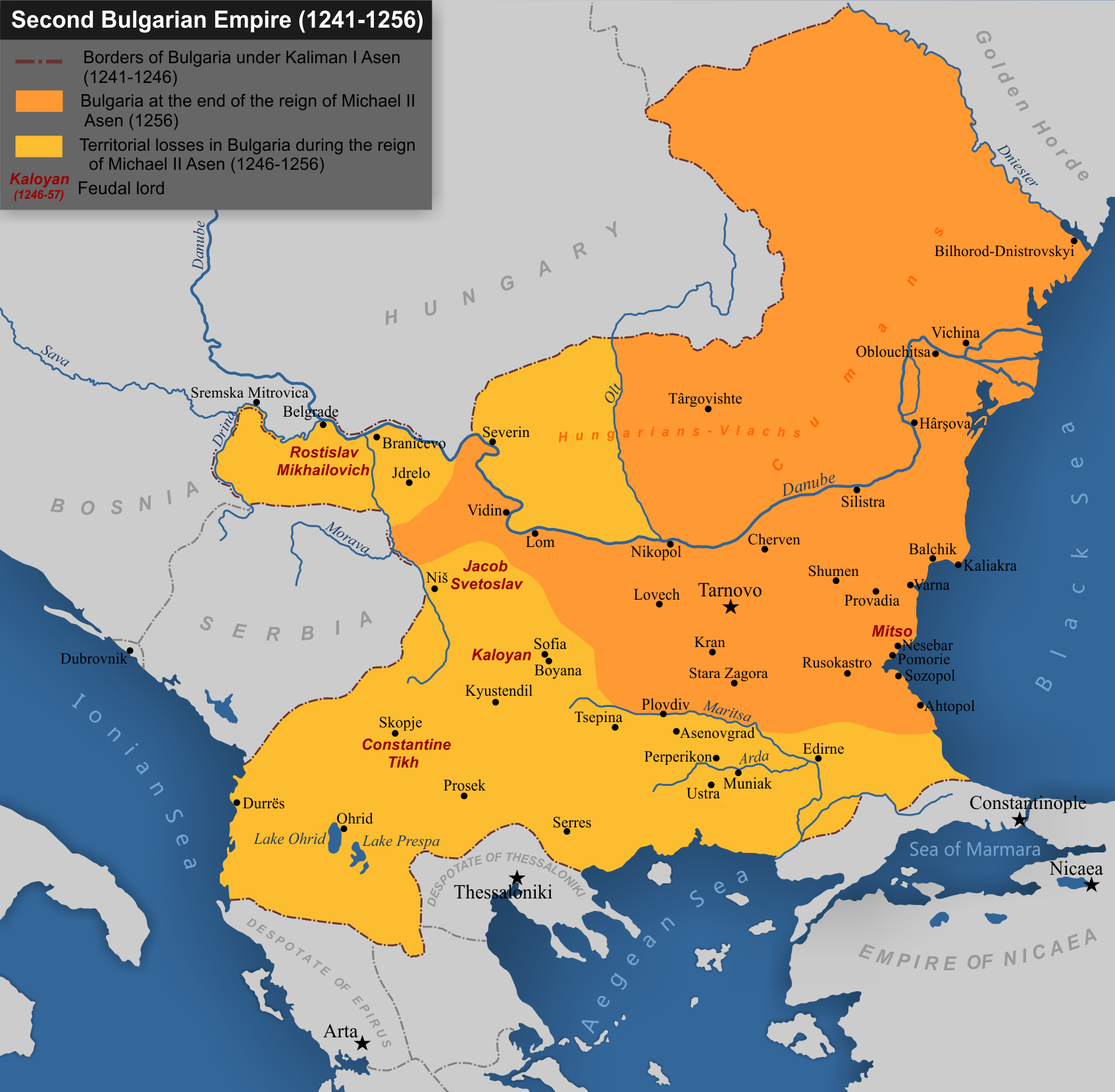
Mapa do Segundo Império Búlgaro entre 1241 e 1256 mostrando a divisão do território entre Constantino Tico (sul/sudoeste), Rostislau (noroeste) e Miguel Asen I (Miguel II Asen))

No final de 1256 (provavelmente me dezembro), um grupo de boiardos que haviam decidido matar o tsar Miguel para colocar o primo dele, Colomano no trono, atacaram Miguel, que morreu logo depois dos ferimentos sofridos. Para melhorar sua reivindicação, Colomano II casou-se à força coma viúva de Miguel, a filha de Rostislau, mas não conseguiu manter-se no trono e acabou morto logo depois. Sob o pretexto de estar protegendo sua filha, Rostislau invadiu a Bulgária em 1257. Ele apareceu às portas de Tarnovo, a capital búlgara, e conseguiu sua filha de volta. Apesar de algumas alegações de que ele teria tomado a cidade, o mais provável que ele não tenha jamais entrado nela.
Sem conseguir tomar a capital, Rostislau recuou para Vidin e tomou a cidade, estabelecendo-se ali como o autoproclamado "tsar da Bulgária", título que húngaros rapidamente reconheceram. Enquanto isso, no sul do seu novo império, Mitso (um parente de João Asen II) foi proclamado tsar, mas os boiardos que controlavam Tarnovo decidiram também eleger um dos seus para o trono e escolheram Constantino Tico.
Logo depois, Rostislau liderou grande parte de suas tropas para o Reino da Boêmia para ajudar seu sogro contra o rei Otocar II da Boêmia. Desprotegida, a região de Vidin foi um alvo fácil para Constantino Tico, que atacou a pequena guarnição de Rostislau e tomou não apenas a cidade, mas toda a província até a fronteira de Braničevo.
Tão logo firmaram a paz com os boêmios em março de 1261, os húngaros, liderados por Estêvão V (co-rei e cunhado de de Rostislau), atacaram a Bulgária. Eles primeiro tomara a província de Vidim e forçaram a retirada das forças do tsar Constantino Tico. Rostislau foi reconduzido ao trono em 1260. Se mais territórios búlgaros a leste de Vidim (como Lom) foram tomados pelos húngaros ou por Rostislau, não se sabe.
Quando Rostislau morreu, suas terras foram divididas entre seus dois filhos: seus domínios na região da Bósnia foram para o mais velho, Miguel, enquanto que Macho passou para o mais jovem, Béla. Não se sabe o que aconteceu com Vidin nos anos imediatamente seguintes.

## Família
Rostislau casou-se com Ana da Hungria (c. 1226 – depois de 1274), filha do rei Béla IV da Hungria e sua esposa, Maria Lascarina, com quem teve:
- Duque Miguel da Bósnia (? – 1271)[4]
- Duque Béla de Macho (? – novembro de 1272)[4]
- Filha de nome desconhecido (Ana?),[2] esposa primeiro do tsar Miguel Asen I da Bulgária e depois do tsar Colomano II da Bulgária[6]
- Cunegundes (1245 – 9 de setembro de 1285), esposa primeiro do rei Otocar II da Boêmia e depois do nobre Záviš de Falkenštejn (Rosenberg)[2]
- Agripina (? – 26 de maio de 1303/1309), esposa do príncipe Lesco II, o Negro[2]